# Ши-цзун (династия Ляо)
Ши-цзун (29 января 919 — 7 октября 951), киданьское личное имя Елюй Уюй, китайское имя Елюй Жуань (耶律阮) — третий император киданьской династии империи Ляо. Сын Елюй Туюя, старшего сына Абаоцзи, основателя династии. Был провозглашён императором после смерти своего дяди (младшего брата отца), Тай-цзуна, который заменял ему отца.

## Характер
Был внешне строгим и величественным, но внутренне снисходительным и милостивым. Отлично стрелял из лука, любил охоту и алкоголь. Пользовался уважением у киданей и был любим дядей Яогу.

## Жизнь до вступление на трон
Уюй не разделил судьбу своего отца, который был лишён власти и бежал в Китай. Он жил при дворе своего дядя и в 946 году присоединился к нему в походе против Цзинь. Во 2-й луне этого года он был пожалован титулом Юнкан-вана.

## Борьба за власть
Законы о наследовании в Ляо ещё не устоялись, когда умер император Тай-цзун. До Абаоцзи власть переходила от брата к брату. По китайским законам власть должна переходить старшему сыну старшей жены. Сам Дэгуан получил власть в результате «выборов», будучи утверждён в качестве наследника при живом отце. Завещания Дэгуан не оставил. Началась борьба за власть.
Пока новость о смерти Тай-цзуна не стала известна войску, киданьский генерал в Средней столице Елюй Хоу стала уговаривать Елюя Ва возвести на престол Уюя. ни опасались, что вдова Абаоцзи Шулюй захочет сделать императором Елюя Лиху, который был «жесток» и не любим народом. Елюй Аньдуань, брат Абаоцзи, уговаривал Уюя немедленно принять власть. Ещё одним кандидатом был Елюй Шулюй 12-летний сын покойного императора, в этом случае регентом становилась вдова Абаоцзи. Аньдуань, опережая курьеров от вдовствующей императрицы, распространил в войске слух о смерти Лиху, чему воины поверили. На военном совете Аньдуань, Ва, и Хоу решили возвести на престол Уюя, не извещая императрицу Шулюй. Уюй был спешно объявлен императором в городе Чжэньян перед войском и гробом императора Тай-цзуна. Первым делом Уюй назначил главнокомандующим Аньдуаня.
Назвав Уюя сыном «мятежника» (его отец бежал из Ляо), вдовствующая императрица отправила войска во главе с Лиху. Недалеко от Пекина войска Лиху были опрокинуты передовыми отрядами Аньдуаня, но Лиху смог захватить в заложники семьи генералов Ши-цзуна. Лиху сказал, что в случае поражения убьёт семьи противников, чем привёл киданей в гнев. Армия Ши-цзуна должна была встретится с армией Шулюй и Лиху на переправе через Хуанхэ. Елюй Учжи, состоя в переписке с Ши-цзуном, смог склонить обе стороны к переговорам. Войска Ли Яньтяо перешли на сторону Ши-цзуна. После переговоров другие войска киданей присягнули Ши-цзуну.
Елюй Лиху и Шулюй были сосланы; вдовствующая императрица была поселена у мавзолея Абаоцзи, где умерла в возрасте 74 лет в 953 году.

## Правление
В 8-й луне 947 года Ши-цзун учредил должность шумиши — председателя военного совета и назначил туда Аньдуаня. Также он стал наместником Дундань. Было объявлено о начале эры Тянь-лу: «благословение свыше». Елюй Туюй был посмертно объявлен императором Жанго-ди, то есть «уступившим государство». Сыновья Аньдуаня — Елюй Чагэ стал Тайнин-ваном, а Люгэ стал тиинем, а Гао Сюнь — южным шумиши.
Ши-цзун быстро наполнил двор своими ставленниками и просто собутыльниками. Многие вожди киданей отвернулись от него. В 948 году Елюй Тяньдэ и Сяо Хань задумали поднять мятеж и были арестованы. Подозрение на участие в заговоре пало и на Елюя Люгэ, но император снял обвинения со своего любимца, хоя Елюё Учжи и Елюй Шила настаивали на аресте сыновей Аньдуаня. Люгэ пригласил императора понаблюдать за игрой в шашки у него дама, а сам спрятал в рукаве меч. Уюй заподозрил недоброе и отдал расследование в руки Учжи. Тот казнил Тяньдэ, наказ палками Сяо Ханя, смести и сослал Люгэ. После этого император уже не мог доверять Аньдуаню.
В 949 году Сяо Хань был казнён, а его жена и сестра императора Елюй Абули была брошена в темницу, где умерла. В этом же году киданям удалось остановить китайское наступление в Хэбэй.
В 950 году Елюй Чагэ с помощью подложных писем добился милости императора и стал сопровождать его на охотах. Учжи пытался убедить Ши-цзуна, что Чагэ просто пытается подобраться поближе к императору с тем чтобы убить ему, но Ши-цзун не верил ему. Осенью этого года Уюй впервые возглавил войска вошёл в Шаньси. После взятия нескольких укреплений и сбора трофеев, он повернул назад.
В 951 году Ша-цзун установил дипломатические отношения с Чжоу, которая теперь управлялась настоящими китайцами, а не тюрками-шато. Шатосец Лю Чун, губернатор Тайюаня, отказался признавать Чжоу и заявил Ша-цзуну о готовности быть вассалом Ши-цзуна. Император Ляо, который быстро утратил всякий энтузиазм по отношению к Чжоу, отправил Елюя Дела и Гао Сюня с войсками которые провозгласили Лю Чуна императором династии Хань. Южная Тан также прислала чиновника, предложившего союз против Чжоу. Ша-цзун стал готовиться к большой войне.
Император успел провести несколько реформ, направленных на укрепление власти центрального правительства и раздачу земельных поместий киданям.

## Свержение
В октябре 951 года Ши-цзун собрался в поход против Чжоу. Войско остановилось в округе нынешнего Сюаньхуа, а тогда Гуйхуачжоу. Император провел жертвоприношения духам предков за успех похода. После состоялся пир и практически все гости опьянели. Чагэ уговорил Елюя Пэньду убить императора. Вечером они взяли верных воинов и, ворвавшись в шатёр убили Ши-цзуна вместе с его приближёнными.
Сын Ши-цзуна Елюй Сиань был малолетен. В Ляо началась борьба за власть.